# Omphax idonea
Omphax idonea är en fjärilsart som beskrevs av Louis Beethoven Prout 1916. Omphax idonea ingår i släktet Omphax och familjen mätare. Inga underarter finns listade i Catalogue of Life.